# Fudbalski Klub Belasica
Il Fudbalski Klub Belasica (macedone: фудбалски клуб Беласица), o più semplicemente Belasica, è una società calcistica macedone con sede nella città di Strumica. Milita nella Vtora liga, la seconda serie del campionato macedone.

## Storia
Fondato nel 1922, il club ha come colori sociali l'azzurro e il bianco.  Ha militato nella Prva liga, la massima divisione nazionale, dal 1992, anno di fondazione del campionato macedone, al 2005-2006 e nuovamente nel 2018-2019 e nel 2020-2021.

## Strutture

### Stadio
Gioca nello Stadio Blagoj Istatov.

## Palmarès

### Competizioni nazionali
- Makedonska republička liga: 3

1955-1956, 1957-1958, 1987-1988
- Vtora Liga: 2

2016-2017, 2019-2020
- Treta Liga: 2

2013-2014, 2014-2015

### Altri piazzamenti
- Campionato macedone:

Secondo posto: 2001-2002, 2002-2003
- Coppa di Macedonia:

Semifinalista: 2002-2003, 2018-2019

## Statistiche e record

### Statistiche nelle competizioni internazionali
Tabella aggiornata alla fine della stagione 2018-2019.
| Competizione                    | Partecipazioni | G | V | N | P | RF | RS |
| ------------------------------- | -------------- | - | - | - | - | -- | -- |
| Coppa UEFA - UEFA Europa League | 2              | 4 | 0 | 1 | 3 | 5  | 16 |

## Organico

### Calciatori in rosa
Aggiornato al 4 settembre 2020
| N. |                               | Ruolo | Calciatore          |
| -- | ----------------------------- | ----- | ------------------- |
| 1  | Macedonia del Nord (bandiera) | P     | Dejan Siljanovski   |
| 2  | Macedonia del Nord (bandiera) | C     | Dejan Angov         |
| 3  | Macedonia del Nord (bandiera) | D     | Aleksandar Milushev |
| 7  | Macedonia del Nord (bandiera) | C     | Darko Razmoski      |
| 8  | Macedonia del Nord (bandiera) | C     | Stefan Sulev        |
| 9  | Macedonia del Nord (bandiera) | A     | Blagoj Istatov      |
| 10 | Macedonia del Nord (bandiera) | C     | David Kalpachki     |
| 11 | Macedonia del Nord (bandiera) | C     | Robert Mitev        |
| 14 | Macedonia del Nord (bandiera) | D     | Zoran Mitevski      |
| 15 | Macedonia del Nord (bandiera) | D     | Igor Panoski        |

| N. |                               | Ruolo | Calciatore          |
| -- | ----------------------------- | ----- | ------------------- |
| 17 | Macedonia del Nord (bandiera) | C     | Antonio Kalanoski   |
| 19 | Macedonia del Nord (bandiera) | D     | Zoran Ivanovski     |
| 20 | Macedonia del Nord (bandiera) | C     | Vasko Kocev         |
| 21 | Macedonia del Nord (bandiera) | D     | Jordan Serafimovski |
| 22 | Macedonia del Nord (bandiera) | C     | Filip Mihailov      |
| 23 | Slovenia (bandiera)           | D     | Medin Bajrami       |
| 25 | Macedonia del Nord (bandiera) | A     | Daniel Radojchikj   |
| 28 | Brasile (bandiera)            | C     | Robson da Silva     |
| 30 | Macedonia del Nord (bandiera) | P     | Dimitar Gjorgiev    |
|    | Macedonia del Nord (bandiera) |       | Nikola Spasov       |

### Rosa 2019-2020
Aggiornata al 20 agosto 2019.
| N. |                               | Ruolo | Calciatore                   |
| -- | ----------------------------- | ----- | ---------------------------- |
| 1  | Macedonia del Nord (bandiera) | P     | Dimitar Gjorgiev             |
| 3  | Macedonia del Nord (bandiera) | D     | Aleksandar Milushev          |
| 5  | Macedonia del Nord (bandiera) | D     | Nikola Spasov                |
| 6  | Macedonia del Nord (bandiera) |       | Kiril Kokolanski             |
| 7  | Macedonia del Nord (bandiera) | C     | Darko Razmoski               |
| 8  | Macedonia del Nord (bandiera) | C     | Stefan Sulev                 |
| 9  | Macedonia del Nord (bandiera) | A     | Blagoj Istatov               |
| 10 | Macedonia del Nord (bandiera) | C     | Martin Mirchevski (capitano) |
| 12 | Macedonia del Nord (bandiera) | P     | Mitko Mirchovski             |

| N. |                               | Ruolo | Calciatore          |
| -- | ----------------------------- | ----- | ------------------- |
| 14 | Macedonia del Nord (bandiera) | D     | Zoran Mitevski      |
| 15 | Macedonia del Nord (bandiera) | D     | Igor Panoski        |
| 16 | Macedonia del Nord (bandiera) | C     | David Kalpachki     |
| 17 | Macedonia del Nord (bandiera) | C     | Blagoj Stojanov     |
| 18 | Macedonia del Nord (bandiera) | A     | Daniel Radojchikj   |
| 19 | Macedonia del Nord (bandiera) | D     | Zoran Ivanovski     |
| 21 | Macedonia del Nord (bandiera) | D     | Jordan Serafimovski |
| 22 | Macedonia del Nord (bandiera) | C     | Vasil Krstev        |
| 28 | Macedonia del Nord (bandiera) | C     | Gjorgi Markov       |

### Rosa 2018-2019
Aggiornata al 31 gennaio 2019.
| N. |                               | Ruolo | Calciatore                       |
| -- | ----------------------------- | ----- | -------------------------------- |
| 1  | Serbia (bandiera)             | P     | Nikola Vujanać                   |
| 3  | Macedonia del Nord (bandiera) | D     | Aleksandar Milušev               |
| 5  | Macedonia del Nord (bandiera) | D     | Gjorge Djonov                    |
| 6  | Macedonia del Nord (bandiera) | A     | Blagoj Stojanov                  |
| 7  | Macedonia del Nord (bandiera) | C     | Martin Mircevski (vice capitano) |
| 8  | Macedonia del Nord (bandiera) | A     | Stefan Sulev                     |
| 9  | Macedonia del Nord (bandiera) | A     | Pepi Gorgiev                     |
| 10 | Macedonia del Nord (bandiera) | C     | Krste Todorov                    |
| 11 | Germania (bandiera)           | C     | Stephan Vujčić                   |
| 12 | Macedonia del Nord (bandiera) | P     | Dimitar Gjorgiev                 |
| 13 | Macedonia del Nord (bandiera) | A     | Blagoj Istatov                   |

| N. |                               | Ruolo | Calciatore                   |
| -- | ----------------------------- | ----- | ---------------------------- |
| 14 | Macedonia del Nord (bandiera) | D     | Zoran Mitevski               |
| 16 | Macedonia del Nord (bandiera) | C     | David Kalpacki               |
| 17 | Macedonia del Nord (bandiera) | C     | Dragan Stojkov               |
| 18 | Macedonia del Nord (bandiera) | D     | Vlatko Drobarov              |
| 19 | Macedonia del Nord (bandiera) | A     | Nikola Bozinov               |
| 21 | Macedonia del Nord (bandiera) | D     | Jordan Serafimovski          |
| 22 | Macedonia del Nord (bandiera) | A     | Hristijan Denkovski          |
| 24 | Serbia (bandiera)             | D     | Mario Maslać                 |
| 26 | Macedonia del Nord (bandiera) | A     | Dušan Savić                  |
| 28 | Macedonia del Nord (bandiera) | A     | Zoran Baldovaliev (capitano) |

### Staff tecnico
- Allenatore:  Vane Milkov
- Vice-allenatore:  Blagoj Mitev